# Neoseiulella
Neoseiulella  (лат.) — род паразитиформных клещей семейства Phytoseiidae из отряда Mesostigmata. 
Длина тела (спинного щитка) взрослых самок  от 260 до 480 мкм (ширина — от 140 до 310). Хелицеры с несколькими зубцами. Характерно отсутствие щетинок z6, но наличие на теле сет Z1, z3, s6 и S5 (вместе с другими, как правило 19 пар щетинок). Вентроанальный щиток самок не редуцированный, несёт 3 или 4 пары преанальных щетинок.

## Виды
Около 50 видов. 
- Neoseiulella aceri (Collyer, 1957) — Голарктика
- Neoseiulella armidalensis (Schicha & Elshafie, 1980) — Австралия
- Neoseiulella arutunjani (Kuznetsov, 1984) — Украина[4]
- Neoseiulella ashleyae (Chant & Yoshida-Shaul, 1989)
- Neoseiulella canariensis Ferragut & Pena-Estevez, 2003[5]
- Neoseiulella carmeli (Rivnay & Swirski, 1980)
- Neoseiulella cassiniae (Collyer, 1982)
- Neoseiulella celtis Denmark & Rather, 1996
- Neoseiulella compta (Corpuz-Raros, 1966)
- Neoseiulella coreen Walter, 1997
- Neoseiulella corrugata (Schicha, 1983)
- Neoseiulella cottieri (Collyer, 1964)[6]
- Neoseiulella crassipilis (Athias-Henriot & Fauvel, 1981)
- Neoseiulella dachanti (Collyer, 1964)[6]
- Neoseiulella elaeocarpi (Schicha, 1993)
- Neoseiulella eleglidus (Tseng, 1983)
- Neoseiulella elongata Ferragut & Pena-Estevez, 2003[5]
- Neoseiululla farraguti Moraza & Pena-Estevez, 2006[7]
- Neoseiulella litoralis (Swirski & Amitai, 1984)
- Neoseiulella manukae (Collyer, 1964) — Австралия, Новая Зеландия[6]
- Neoseiulella montforti (Rivnay & Swirski, 1980)
- Neoseiulella myopori (Collyer, 1982)
- Neoseiulella nesbitti (Womersley, 1954) — Австралия, Индияtypus
- Neoseiulella novaezealandiae (Collyer, 1964)[6]
- Neoseiulella oleariae (Collyer, 1982)
- Neoseiulella perforata (Athias-Henriot, 1960)
- Neoseiulella runiacus (Kolodochka, 1980)
- Neoseiulella schusteri (Yousef & El-Brollosy, 1986)
- Neoseiulella spaini (Collyer, 1982)
- Neoseiulella splendida Ferragut & Pena-Estevez, 2003[5]
- Neoseiulella steeli (Schicha & McMurtry, 1986)
- Neoseiulella steveni (Schicha, 1987)
- Neoseiulella tiliarum (Oudemans, 1930) — Неарктика и Западная Палеарктика
- Neoseiulella tuberculata (Wainstein, 1958) — Европа
- Neoseiulella vollsella (Chaudhri, Akbar & Rassol, 1974)